# Giuseppe Zacco
Giuseppe Zacco (Catania, 22 ottobre 1786 – Catania, 21 marzo 1834) è stato un pittore italiano.

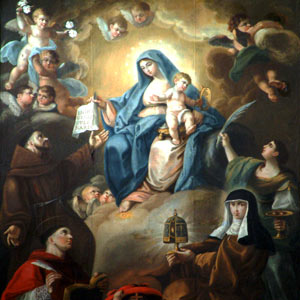
Part. della Pala d'altare della Chiesa del Convento - Belpasso (CT), realizzata da Zacco nel 1805

Fu attivo principalmente nella zona del catanese e dell'acese.
Figlio di Antonio, incisore catanese, e della romana Caterina Mayer, fu allievo del padre e, per un breve periodo, del pittore Giuseppe Cristadoro. Fu un artista specializzato in temi religiosi, come la Natività, Gesù Buon Pastore, la Sacra Famiglia, spesso dipinti con soggetti stereotipati, in molte pale d'altare, conservate in diverse chiese dell'Est della Sicilia. Succedette al padre nella direzione del Real Collegio delle Arti di Catania.

## Opere

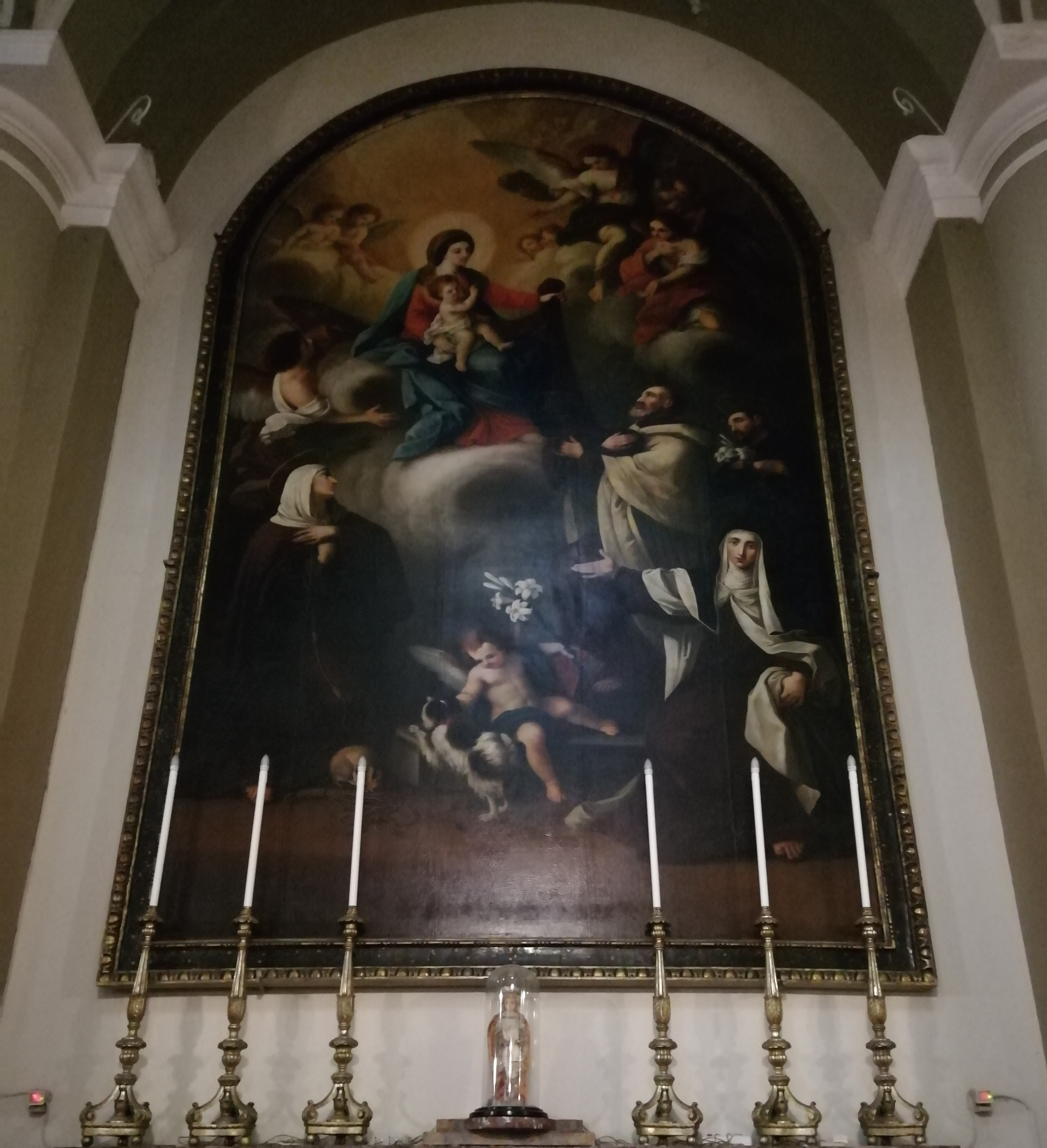
Madonna del Carmine nel Duomo di Giarre, nel piano superiore la Madonna sostiene il bambin Gesù circondata da angeli, in basso tra i santi carmelitani Teresa d'Avila invita con la mano il credente all'adorazione. L'angelo al centro in basso che gioca con un cane rappresenta il contatto del piano spiriturale col terreno.

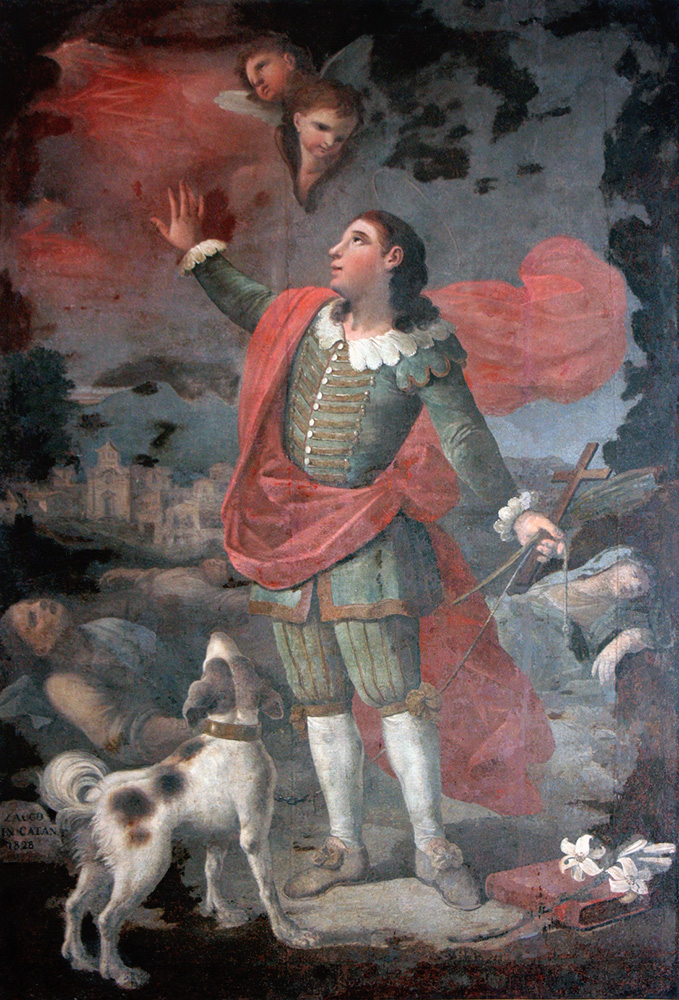
Quadro raffigurante San Vito che ferma la lava dell'Etna nella Chiesa Madre a Macchia di Giarre.

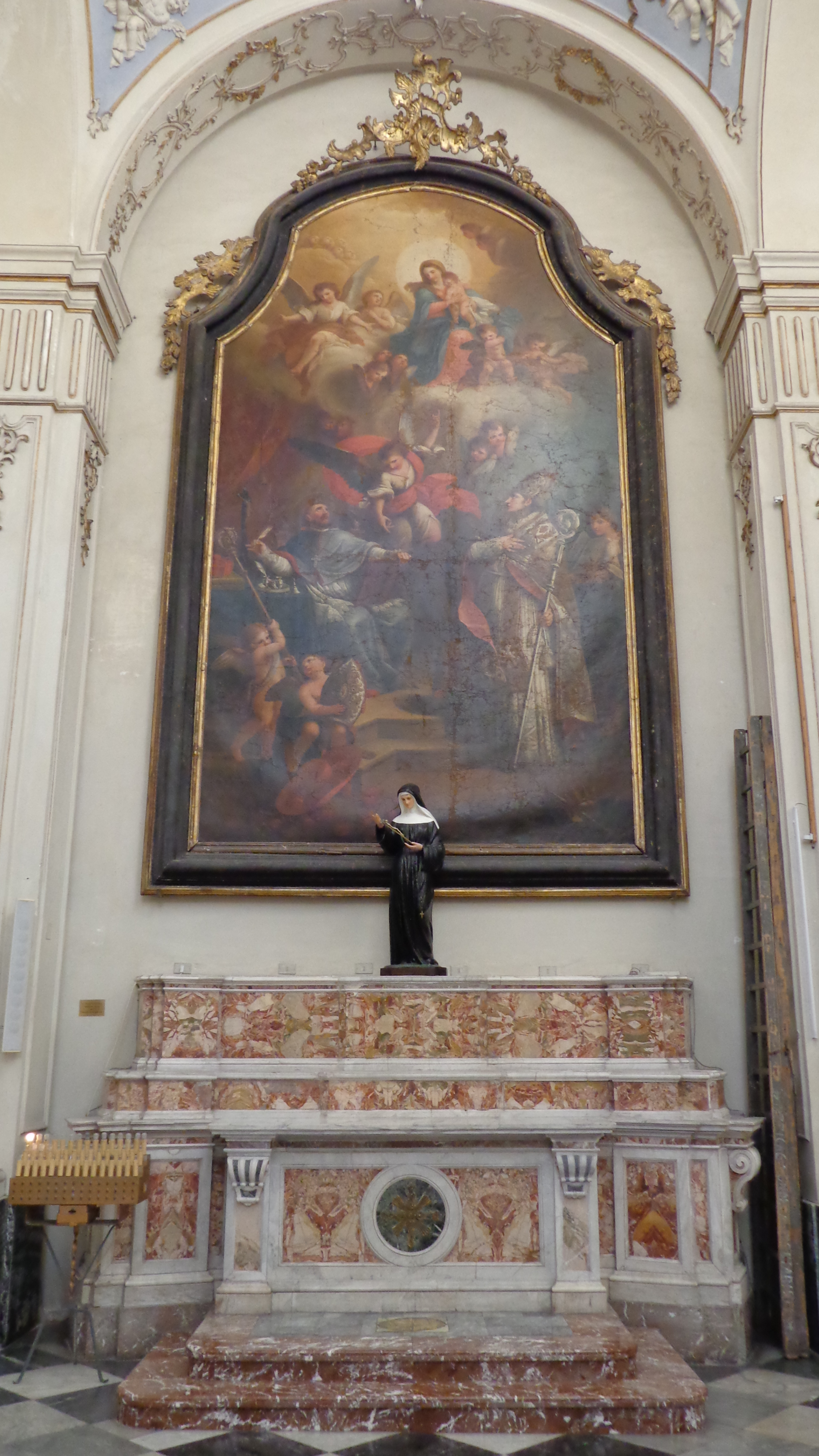
San Bonaventura da Bagnoregio e San Giuseppe da Copertino.

- Chiesa di San Francesco d'Assisi all'Immacolata di Catania - Altare di S. Bonaventura, tela (1827)
- Santuario Maria SS. Annunziata al Carmine di Catania - Altare di S. Maria Maddalena de' Pazzi (1818) e quadro nell'Altare di S. Angelo carmelitano (1818)
- Chiesa del Santissimo Sacramento Ritrovato, Catania, Sant'Agata spirante in carcere, olio su tela, Cappella di Sant'Agata
- Chiesa di Sant'Antonio da Padova a Belpasso - Pala d'altare della Chiesa del Convento
- Duomo di Sant'Isidoro Agricola di Giarre, Madonna del Carmine - Pala d'altare (1824)
- Chiesa Madre, Macchia di Giarre, San Vito - tela (1828)
- Chiesa di S. Leonardo a Comiso, S. Agata e S. Pietro - tela (1820)[1]
- Chiesa dell'Immacolata Concezione di Dagala del Re - dipinto di Sant'Antonio[2](1830)
- Santuario della Madonna della Lettera, Riposto - Madonna della Sacra Lettera - tela (da un originale bizantino, copia)
- Chiesa del Santissimo Ritrovato, San Giovanni Montebello - Annunciazione e Crocifissione.
- Basilica di San Pietro di Riposto, San Gregorio celebra messa, olio su tela del 1818, copia dell'omonimo soggetto di Giovanni Battista Quagliata.
- Basilica di San Pietro di Riposto, Immacolata Concezione, ritratta con San Francesco di Sales e San Francesco d'Assisi, olio su tela.[3]
- Basilica di San Pietro di Riposto, San Gaetano da Thiene, olio su tela.